# CCI Entertainment
CCI Entertainment è uno studio di animazione canadese.

## Storia
Fondato a Toronto nel 1994 da Kristine Klohk, venne acquistato il 24 luglio 2013 dal gruppo 9 Story Media Group.

## Serie televisive
- Harry e i dinosauri nel magico secchiello blu
- Cani Turbo